# Superficie de Catalan

Una superficie de Catalan.

En geometría, una superficie de Catalan, llamada así por el matemático belga Eugène Charles Catalan, es una superficie reglada cuyas reglas son todas paralelas a un plano fijo.

## Ecuaciones
La ecuación vectorial de una superficie de Catalan viene dada por
r = s(u) + v L(u),
donde r = s(u) es la curva espacial y L(u) es el vector unitario de la regla en u = u. Todos los vectores L(u) son paralelos al mismo plano, llamado plano directriz de la superficie. Esto se puede caracterizar por la condición: el producto mixto [L(u), L' (u), L" (u)] = 0.
Las ecuaciones paramétricas de la superficie de Catalan son 
{\displaystyle x=f(u)+vi(u),\quad y=g(u)+vj(u),\quad z=h(u)+vk(u)\,}

## Casos especiales
Si todos las reglas de una superficie de Catalan se cruzan con una línea fija, entonces la superficie se llama conoide.
Catalán demostró que el helicoide y el plano eran las únicas superficies mínimas regladas.